# Consiglio dei ministri dell'Azerbaigian
Il Consiglio dei ministri della Repubblica dell'Azerbaigian (in azero: Azərbaycan Respublikasının Nazirlər Kabineti) è l'organo collegiale al vertice del potere esecutivo dell'Azerbaigian.
Il Consiglio dei ministri adotta leggi e decisioni riguardanti la sicurezza politica, finanziaria e nazionale della repubblica; prepara inoltre il progetto di bilancio, controlla la sua attuazione e realizza la politica finanziaria e creditizia. Il Consiglio dei Ministri attua programmi statali per lo sviluppo economico e la sicurezza, ed è l'organo superiore del potere esecutivo del presidente della Repubblica dell'Azerbaigian, inoltre risponde al presidente della Repubblica dell'Azerbaigian e ed è responsabile nei suoi confronti.

## Storia
Il 7 febbraio 1991, il presidente azero, Ayaz Mütallibov, ha approvato il decreto n°50-XX per l'istituzione del Consiglio dei ministri dell'Azerbaigian, con lo scopo di attuare i poteri esecutivi del Consiglio.

## Struttura Amministrativa
Il Consiglio dei ministri comprende: il primo ministro, i suoi vice, i ministri e altri dirigenti principali del potere esecutivo. Il primo ministro è il presidente del Consiglio dei ministri. A sua volta, il primo ministro è nominato dal presidente dell'Azerbaigian con l'approvazione della sua candidatura da parte dei Milli Majlis o assemblea della Repubblica. Il 21 aprile 2018 per ordine del presidente della Repubblica  dell'Azerbaigian, venne realizzato un rimpasto del consiglio dei ministri della Nazione. Come primo ministro venne nominato Novruz Mammadov.
Il Consiglio dei ministri è composto dai seguenti ministeri:
| Ufficio                                                                        | In carica           | Da quando         |
| ------------------------------------------------------------------------------ | ------------------- | ----------------- |
| Primo ministro                                                                 | Novruz Mammadov     | Aprile 21, 2018   |
| Primo Vice primo ministro                                                      | Yaqub Eyyubov       | Febbraio 13, 2003 |
| Vice primo ministro                                                            | Hajibala Abutalybov | Aprile 21, 2018   |
| Vice primo ministro                                                            | Ali Akhmedov        | Ottobre 22, 2013  |
| Vice primo ministro                                                            | Ali Hasanov         | Novembre 18, 1998 |
| Ministro dell'agricoltura                                                      | Inam Karimov        | Aprile 21, 2018   |
| Ministro della cultura                                                         | Abulfaz Garayev     | Aprile 23, 2018   |
| Ministro della difesa                                                          | Zakir Hasanov       | Ottobre 22, 2013  |
| Ministro dell'industria della difesa                                           | Yavar Jamalov       | Marzo 18, 2006    |
| Ministro dell'ecologia e delle risorse naturali                                | Mukhtar Babayev     | Aprile 23, 2018   |
| Ministro dell'economia                                                         | Shahin Mustafayev   | Gennaio 15, 2016  |
| Ministro della pubblica istruzione                                             | Jeyhun Bayramov     | Aprile 23, 2018   |
| Ministro dell'emergenza                                                        | Kamaladdin Heydarov | Febbraio 6, 2006  |
| Ministro dell'energia                                                          | Parviz Shahbazov    | Ottobre 12, 2017  |
| Ministro delle finanze                                                         | Samir Sharifov      | Aprile 18, 2006   |
| Ministro degli affari esteri                                                   | Elmar Mammadyarov   | Aprile 2, 2004    |
| Ministro della sanità                                                          | Ogtay Shiraliyev    | Ottobre 20, 2005  |
| Ministero dell'interno                                                         | Ramil Usubov        | Aprile 29, 1994   |
| Ministro della giustizia                                                       | Fikrat Mammadov     | Aprile 19, 2000   |
| Ministro del lavoro e della protezione sociale della popolazione               | Sahil Babayev       | Aprile 21, 2018   |
| Ministro delle tasse                                                           | Mikayil Jabbarov    | Dicembre 5, 2017  |
| Ministro dei trasporti, delle comunicazioni e delle alte tecnologie            | Ramin Guluzade      | Febbraio 13, 2017 |
| Ministro della gioventù e dello sport                                          | Azad Rahimov        | Febbraio 7, 2006  |
| Presidente del Comitato di Stato per l'edilizia e l'architettura della città   | Samir Nuriyev       | Aprile 21, 2018   |
| Presidente del Comitato di Stato per la famiglia, le donne e l'infanzia        | Hijran Huseynova    | Febbraio 6, 2006  |
| Presidente del Comitato di Stato per i rifugiati e gli sfollati interni        | Rovshan Rzayev      | Aprile 21, 2018   |
| Presidente del Comitato di Stato per il lavoro con la diaspora                 | Fuad Muradov        | Aprile 23, 2018   |
| Presidente del Comitato di Stato per il lavoro con le organizzazioni religiose | Mubariz Gurbanli    | Luglio 21, 2014   |
| Presidente del Comitato doganale di Stato                                      | Safar Mehdiyev      | Aprile 23, 2018   |
| Presidente del Comitato per le questioni relative alla proprietà di Stato      | Karam Hasanov       | Maggio 19, 2009   |
| Presidente del Comitato di Stato della statistica                              | Tahir Budagov       | Agosto 13, 2015   |
| Capo del servizio d'intelligence estera                                        | Orkhan Sultanov     | Dicembre 14, 2015 |
| Capo del servizio di frontiera di Stato                                        | Elchin Guliyev      | Luglio 31, 2002   |
| Capo del servizio di migrazione di Stato                                       | Vusal Huseynov      | Aprile 23, 2018   |
| Capo del servizio di sicurezza dello Stato                                     | Madat Guliyev       | Dicembre 14, 2015 |
| Capo del servizio per la mobilitazione e la coscrizione di Stato               | Arzu Rahimov        | Febbraio 13, 2012 |
| Presidente dell'Agenzia per la sicurezza alimentare di Stato                   | Goshgar Tahmazli    | Dicembre 25, 2017 |
| Presidente dell'agenzia di turismo                                             | Fuad Naghiyev       | Aprile 23, 2018   |

## Procedura per la nomina
Il primo ministro è nominato dal presidente con il consenso del Milli Majlis, o Parlamento. Il candidato proposto per la carica di primo ministro viene preso in considerazione del Parlamento e dal presidente entro un mese dal giorno in cui il presidente inizia a esercitare i suoi poteri, o entro due settimane dal giorno delle dimissioni del Consiglio dei ministri. Il Parlamento adotta una risoluzione riguardante il candidato alla carica di primo ministro entro una settimana dal giorno in cui tale candidatura è stata proposta. Qualora tale procedura fosse violata, o le candidature proposte dal presidente per la carica di primo ministro venissero respinte per tre volte, allora il presidente può nominare il primo ministro senza il consenso del Parlamento.